# Jaap Goeman Borgesius
Jacobus Hendrik Goeman (Jaap) Borgesius (Hilversum, 17 januari 1929 – Marssum, 24 mei 2003) was een Nederlands politicus van de VVD.
Hij werd geboren als lid van de familie Borgesius en zoon van mr. J. Borgesius (1876-1943) en Thérèse Blommers (1891-1977). Zijn vader was destijds griffier bij het kantongerecht in Hilversum maar kort daarop werd benoemd tot griffier bij het kantongerecht in Amsterdam waarna het gezin in Loenen aan de Vecht ging wonen. Zijn vader overleed in 1943. Zijn grootvader van vaderszijde, mr. Hendrik Goeman Borgesius (1847-1917), was een liberaal politicus die het bracht tot minister en voorzitter van de Tweede Kamer terwijl zijn grootvader van moederszijde de bekende kunstschilder Bernard Blommers (1845-1914) was. 
Jaap Goeman Borgesius, die ook bekendstaat als J.H.G. Goeman Borgesius, heeft in Amsterdam de hbs doorlopen waarna hij in dienst moest. Hij was toen als marinier ook nog enige tijd in het toenmalig Nederlands-Indië gelegerd. Daarna ging hij als volontair werken op het gemeentehuis in Loenen aan de Vecht. De keuze voor werken bij een gemeente kwam deels doordat hij veel gelogeerd had bij zijn oom en voogd A.H. Goeman Borgesius die destijds burgemeester van Steenwijk was. Daarna ging Jaap Goeman Borgesius werken bij de gemeentesecretarie van de gemeenten Westbroek, Achttienhoven en Tienhoven en in 1954 trad hij in dienst bij de gemeentesecretarie van Breukelen waar hij gewerkt heeft als commies tweede klas. In mei 1961 werd hij benoemd tot burgemeester van Aduard en in augustus 1979 volgde zijn benoeming tot burgemeester van Menaldumadeel. In februari 1994 ging hij daar met pensioen en negen jaar later overleed hij op 74-jarige leeftijd.